# Adam Kořán
Adam Kořán (* 23. listopadu 1998 Praha) je český herec, od roku 2022 člen souboru Městského divadla Zlín.

## Život
Jeho rodiče působí v orchestru pražského Národního divadla. On sám vystudoval činoherní herectví na Divadelní fakultě Janáčkovy akademie múzických umění v Brně v ateliéru Lukáše Riegra (promoval v roce 2023).
Od září 2022 se stal stálým členem souboru Městského divadla Zlín. Kromě herectví také zpívá, hraje na kytaru a ukulele, tančí, umí žonglovat, ovládá scénický šerm, disponuje základy akrobacie a stepu. V roce 2023 vydal své první hudební album.